# Танк Пилсудского
Танк «Ю́зеф Пилсу́дский» (пол. Tank «Józef Piłsudski»), известный также как «танк Пилсудского» (пол. Tank Piłsudskiego) — польский импровизированный тяжёлый бронеавтомобиль времён польско-украинской войны, созданный с 3 по 7 ноября 1918 года во Львове на основе неизвестного грузовика.
Строительство импровизированного «танка» началось по инициативе художника и профессора Антония Марковского 2 или 3 ноября на Главном вокзале во Львове на базе неизвестного грузовика. Строительство велось до 7 ноября. Это был второй бронеавтомобиль, построенный в Польше. Машина имела бронирование до 10 мм, что защищало от винтовочных выстрелов. «Танк» был вооружен четырьмя пулеметами.
Первый и единственный зафиксированный бой машина провела 9 ноября, когда украинская армия атаковала польские позиции во Львове. Бронеавтомобиль поддержал безуспешную контратаку поляков, а затем застрял во рву. После этого «танку» пришлось отступать вместе с пехотой. В результате этого боя поддержка бронеавтомобиля ограничила потери поляков. В дальнейших боях машина не использовалась.
Во время празднования столетия восстановления независимости Польши, «танк» был реконструирован и представлен публично 11 ноября 2018 года.

## История
Инициатором создания импровизированного бронеавтомобиля стал Антоний Марковский, художник и профессор 2-й школы реализма, представивший свою идею коменданту 2-й группы Войска Польского капитану Мечиславу Боруту-Шпеховичу. Идею приняли, и уже 3 ноября (по другим сведениям — 2 ноября) началось строительство «танка» во львовских железнодорожных мастерских на Главном вокзале на базе шасси неопознанного грузовика (предположительно, им мог быть 5-тонный Praga V). Дизайн брони также подготовил Антоний Марковский. Название «танка» в честь бывшего командира Польских легионов Юзефа Пилсудского, с которым были связаны надежды на возрождение государства, по словам Марковского, являлось символом «веры в победу для запертого в машине экипажа и ужаса для врагов». Работы были завершены 7 ноября, а исправления были внесены на следующий день, сразу после испытаний. Это был второй бронеавтомобиль, построенный в новой Польше, после пшемысльского «Хвата», о котором практически ничего не известно.

## Техническое описание
«Танк Пилсудского» имел массу около 5 тонн, имел длину корпуса около 6200 мм и высоту около 2200 мм.
Вооружение состояло из четырёх пулемётов, установленных в бойницах во всех стенках бронекорпуса: скорее всего, это были австрийские пулемёты калибра 8-мм Schwarzlose M.7/12. Экипаж состоял из 7 или 8 человек, например: командир, механик-водитель, два помощника водителя и четыре пулемётчика. Недостатком было отсутствие вентиляции боевого отделения при интенсивной работе пулеметов.
О толщине брони точных сведений нет, но возможно она была изготовлена из толстых котельных бронеплит толщиной примерно 10 мм, так как более надёжную и крепкую танковую броню было тяжело достать. Такая броня защищала от стрелкового оружия, что было подтверждено, по словам конструктора, огневыми испытаниями из пулемёта. Несмотря на отсутствие технического образования у конструктора, «танк Пилсудского» использовал «современную» форму корпуса — листы металла находились под углом, что увеличивало вероятность рикошета пуль, при этом компенсируя тонкость брони. Нижняя часть шасси над рамой была небронированной, оно прикрывалось только сеткой по бокам, спереди защиты не было. Броня находилась на каркасе поверх рамы грузовика. Небольшая дверь располагалась в передней части на левом борту корпуса, на высоте места водителя, находившегося с правой стороны[уточнить]. Колёса были покрыты устойчивыми к повреждениям резиновыми массами[уточнить].

## Внешнее описание
Цвет «танка» неизвестен; вероятно, он был серым. На лицевой пластине было большое изображение белого орла, нарисованного на фоне предположительно красного цвета (скорее всего, это герб Польши). Возможно, учитывая качество и сложность рисунка, его автором мог быть сам проектировщик автомобиля Антоний Марковский, который являлся художником.
На нескольких фотографиях бронеавтомобиль несёт флаг США, что интерпретируется как выражение благодарности американской поддержке польского дела (выраженного, среди прочего, в «Четырнадцати пунктах» президента Вудро Вильсона).

## Боевое применение

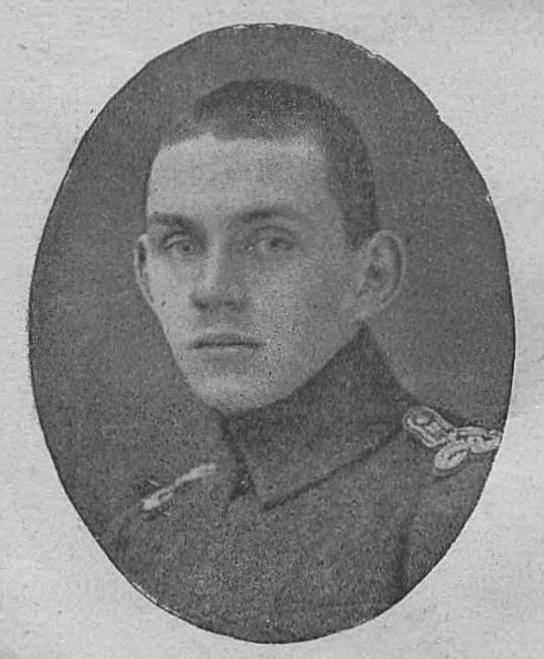
Эдвард Сас-Свистельницкий, командир «танка»

«Юзеф Пилсудский» подчинялся Техническому управлению главного командования обороны Львова, но материально он подчинялся 5-му отделению обороны. 5 ноября подпоручик Эдвард Сас-Свистельницкий получил приказ на формирование экипажа для машины от капитана Тадеуша Кудельсого. 7 ноября Эдвард был назначен командиром «танка». Первый бой состоялся 9 ноября, когда бронемашина использовалась для поддержки контратаки войск поручика Казимира Шлейна через Иезуитский сад. Контратака началась в 5 утра. Машина возглавила атаку пехоты, наступавшей со стороны собора Святого Юра вдоль улицы Мицкевича на северо-восток. Пройдя дирекцию железных дорог, «танк» попал попал под интенсивный пулемётный огонь слева от дворца Голуховских, недавно захваченного украинцами, но в перестрелке ему удалось одолеть украинские позиции во дворце и привести к их временному оставлению. Однако по улице Красицкого машину остановили вырытый ров и баррикада из перевёрнутой мебельной тележки, и он всё ещё находился под пулеметным обстрелом с правой стороны государственного сейма. Украинцам также удалось подобраться к машине и, согласно украинскому сообщению, хорунжий Осип Сцинский успешно расстрелял её из винтовки. В ходе боя был ранен стрелок подхорунжий Стефан Замбелли и помощник водителя Владислав Кубала. После того, как три пулемёта заклинило, машина двинулась задним ходом. Контратака не удалась — в целом она была плохо подготовлена и не предварялась должной разведкой, но использование броневика, навлекшего на себя бо́льшую часть пулемётного огня, ограничило возможные больши́е потери польской пехоты. Отступая по улице Мицкевича, машина задом врезалась в дерево, и её пришлось вытаскивать с помощью другого грузовика.
По неизвестным причинам «Танк Пилсудского» в дальнейших боях в городе не использовался, лишь составляя боевой резерв 5-го отделения. Возможно, это было связано с тем, что, согласно польскому сообщению, машина «сломалась» при отходе; более того, украинцы были лучше подготовлены и создали баррикады и рвы. Машину должны были использовать 21 ноября в Замарстынове, но она на тот момент вышла из строя: командир доложил, что в настоящее время броневик разобран и из-за отсутствия деталей он будет готов к работе только на следующий день. 22 ноября машина была в рабочем состоянии, но ночью украинцы отошли из города. Автомобиль находился на Краковской площади в связи с антиеврейскими беспорядками, известными как Львовский погром. Дальнейших сведений нет, но активно для наведения порядка машина не использовалась (из-за медлительности и неоднозначной позиции Главного командования обороны Львова, в первую очередь его начальника капитана Чеслава Мончиньского). Вероятно, в последующие месяцы машина вошла в состав отделения Ассоциации бронеавтомобилей вместе с автомобилем «Кресовец». Его дальнейшая судьба и возможное участие в дальнейшей обороне Львова и боях за Львов во время советско-польской войны неизвестны.

## Реконструкция

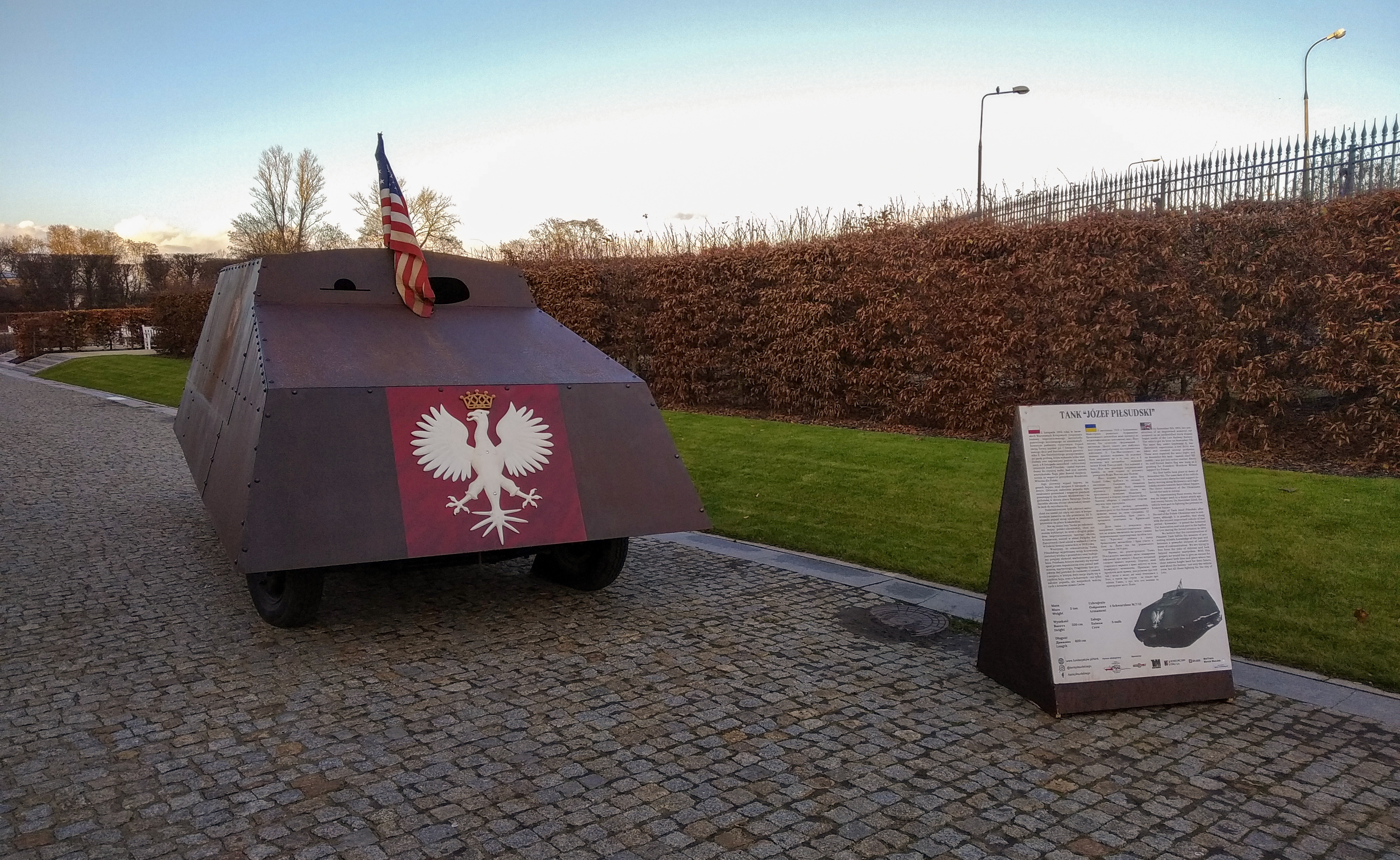
Современная реконструкция «танка Пилсудского»

Реконструкция автомобиля была впервые представлена публично во время празднования столетия восстановления независимости 11 ноября 2018 года.